# Allocosa martinicensis
Allocosa martinicensis este o specie de păianjeni din genul Allocosa, familia Lycosidae. A fost descrisă pentru prima dată de Strand, 1910.
Este endemică în Martinique. Conform Catalogue of Life specia Allocosa martinicensis nu are subspecii cunoscute.